# Liste der Bodendenkmale in Bronkow
In der Liste der Bodendenkmale in Bronkow sind alle Bodendenkmale der brandenburgischen Gemeinde Bronkow und ihrer Ortsteile aufgelistet. Grundlage ist die Veröffentlichung der Landesdenkmalliste mit dem Stand vom 31. Dezember 2020.
Die Baudenkmale sind in der Liste der Baudenkmale in Bronkow aufgeführt.
|   | Gemarkung              | Flur    | Kurzansprache | Bodendenkmalnummer | Bemerkung | Bild |
| - | ---------------------- | ------- | --- | ------------------ | --------- | ---- |
| 1 | Bronkow (Lage)         | 1       | Dorfkern deutsches Mittelalter, Dorfkern Neuzeit, Kirche deutsches Mittelalter, Kirche Neuzeit, Friedhof deutsches Mittelalter, Friedhof Neuzeit                                                                                       | 80036              |           |      |
| 2 | Bronkow (Lage)         | 4       | Dorfkern Neuzeit, Dorfkern deutsches Mittelalter | 80211              |           |      |
| 2 | Bronkow (Lage)         | 2       | Bergbau deutsches Mittelalter, Bergbau Neuzeit | 80379              |           |      |
| 4 | Bronkow, Lipten (Lage) | 1, 2    | Bergbau deutsches Mittelalter, Bergbau Neuzeit | 80391              |           |      |
| 5 | Lipten (Lage)          | 1       | Dorfkern deutsches Mittelalter, Dorfkern Neuzeit, Kirche deutsches Mittelalter, Kirche Neuzeit, Friedhof deutsches Mittelalter, Friedhof Neuzeit, Turmhügel deutsches Mittelalter, Turmhügel Neuzeit, Steinkreuz deutsches Mittelalter | 80119              | 6         |      |
| 6 | Lipten (Lage)          | 2       | Bergbau deutsches Mittelalter, Bergbau Neuzeit | 80392              |           |      |
| 7 | Lug (Lage)             | 1, 2, 4 | Dorfkern deutsches Mittelalter, Turmhügel deutsches Mittelalter, Dorfkern Neuzeit | 80180              |           |      |